# Literatura de Huancavelica-La voz del trueno y el arco iris
Literatura de Huancavelica-La voz del trueno y el arco iris es una antología de la historiografía literaria de Huancavelica del poeta y escritor huancavelicano Isaac Huamán Manrique, publicada su primera edición en el 2000 y el 2012 su segunda edición. En esta obra se encuentran las biografías y obras de escritores huancavelicanos que datan desde 1590 hasta el 2010.

## Resumen de la antología

### I Parte: Tradición oral
La antología de la historiografía literaria de Huancavelica en esta primera parte, corresponde a la tradición oral en la que se consideren las "formas discursivas quechuas, sincréticas y populares: canciones, adivinanzas, mitos, leyendas, sentencias y cuentos". La riqueza literaria oral en lengua originaria quechua chanca se muestra en sus diversas manifestaciones porque en esta primera parte se defiende el estatus cultural de estas creaciones, por ser producto cultural y no folklore que genera conciencia colectiva y reconocimiento de la historia de los pueblos a través de estas manifestaciones literarias.

#### II Parte: Tradición escrita
La tradición escrita se presenta por orden cronológico, iniciando con material recopilado cuya antigüedad literaria se remonta desde 1590 a 1999 en la primera edición del año 2000, para su segunda edición 2012 ya se incrementa el material recopilado hasta el año 2010. La selección de los autores y sus obras respondieron a dos criterios: representatividad a cada contexto histórico (Huancavelica y sus siete provincias) y la calidad literaria, con el objetivo fundamental de ilustrar el proceso histórico de la literatura Huancavelicana.

## Análisis de la antología

#### Relación del texto con el contexto histórico huancavelicano
En el año 2000 siendo el último del siglo XX, en el campo literario se observó un interés creciente por la literatura regional y la producción de nuevas voces, consolidándose el desarrollo de la literatura tradicional, fomentándose la producción literaria en las diversas regiones del país, destacando la diversidad cultural, las tradiciones orales y escritas de nuestros pueblos.

#### Contexto de la obra
En el último año del siglo XX, como país se ingresa al periodo de transición con Valentín Panuagua que inicia su gobierno de transición el 22 de noviembre del 2000 y finaliza el 28 de julio del 2001, marcado por la recuperación de instituciones políticas y la preparación de los procesos electorales. Un mes antes se publicó "Literatura de Huancavelica-La voz del trueno y el arco iris". El autor recopiló información de escritores huancavelicanos y sus obras en las siete provincias para la antología en su segunda edición durante 10 años.
Los años siguientes el autor inició la publicación de Plaquetas Llimpi; publicando el trabajo de 4 poetas: Edilberto Flores del Pino, Humberto Huiza Oyola, Orlando Loayza y Jesús Caso; así como el Boletín regional. No se logró continuar con el Boletín regional y las Plaquetas Llimpi por falta de apoyo. Por lo que se prosiguió a seguir recopilando material de información de los escritores huancavelicanos.

#### Influencia
El fenómeno literario en Huancavelica se asume desde distintos aspectos como: El historiográfico, geográfico, textual, contextual, intertextual, social, étnico, cultural, político, oral, escritural, entre otros. Por ello, no puede reducirse a una simple producción textual. Cada una de estas dimensiones muestra cómo la literatura se entrelaza con la realidad viva del pueblo, reconstruye la memoria, da voz a los pueblos originarios, y construye una visión de futuro con justicia y dignidad, siendo un acto político, un derecho cultural, una forma de existir. En la frase “somos pocos pero somos”, se expresa la certeza de que la identidad colectiva no ha sido borrada y que, aunque seamos una minoría en términos de poder, persistimos con conciencia crítica y voluntad de transformación.
En este contexto, la literatura se convierte en el medio para afirmar esa existencia. Cuando se dice que "sólo nos quedó la literatura como arma", se señala su papel crucial como espacio de memoria, denuncia y afirmación cultural. La literatura permite decir que existimos y pensamos, es decir, que no hemos sido vencidos ni silenciados, que tenemos una voz que interpela, denuncia y sueña. La literatura es también un acto de soberanía simbólica. Nos permite “decir que no nos cambiarán la cabeza” en un sistema que muchas veces busca imponer una sola visión del mundo. Es una herramienta para resistir la colonización cultural, política y epistémica.

#### Tema
La obra muestra una excelente recopilación de información referida a la literatura huancavelicana desde 1590 a 1999 para visibilizar la producción literaria oral y escrita de los huancavelicanos. Porque como dice el autor; "Nosotros pagamos el precio de vivir con estoicismo, dignidad y orgullo. Al final de lo recorrido hasta ahora, sólo nos quedó la literatura como arma para decir que existimos y pensamos;  para decir que no nos cambiarán la cabeza; para decir y gritar las injusticias e inquietudes; para una patria con justicia, democracia y vida dignas; para decir que “somos pocos pero somos”, para decir que todavía existimos y que “todavía somos”. Recordándonos que el estoicismo se vincula con la literatura como forma de resistencia y afirmación de la existencia en un contexto social y político difícil como el de nuestra región, para reivindicar una postura de vida estoica que, lejos de ser pasiva o resignada, se convierte en una forma de resistencia activa. “Pagamos el precio de vivir con estoicismo, dignidad y orgullo” no alude solo a una actitud individual, sino también a una identidad colectiva que ha soportado históricamente la exclusión, la pobreza y la invisibilización.

## Sobre el autor
Isaac Huamán Manrique es licenciado en Literatura y Educación por la Universidad Nacional Mayor de San Marcos. Con estudios de Maestría en Gestión Educacional por la Universidad Nacional de Educación Enrique Guzmán y Valle - La Cantuta. Especialista en Calidad Educativa y Acreditación, por la Asociación Nacional de Rectores (ANR). Trabajó como documentador y editor en Chirapaq, Centro de Culturas Indias, y como profesor de español en Corea del Sur. En la actualidad es profesor de español y quechua en la Universidad Nacional Superior de Folklore José María Arguedas, más conocida como Escuela Nacional Superior de Folklore José María Arguedas ubicada en la ciudad de Lima. Entre sus producciones se encuentran: Waytay -  triptico de poemas quechuas, 1987. Yawar mayu - Plaqueta de poemas quechuas de 1993. Taki tupi - tríptico de jakaru y español 1997 y  Sombras y olvidos - tríptico de 1999. Entre sus libros se encuentran Literatura de Huancavelica - La voz del trueno y el arco iris del 2000 y el 2012 en su primera y segunda edición. Caballito de siete colores en el 2016. Yo hablo quechua , ¿y tú? En el 2017.

#### Comentarios adicionales
Este libro es importante porque promueve la literatura regional y aporta al conocimiento del desarrollo de la literatura en esta región. Su lectura permitirá conocer y comprender, a partir del desarrollo literario, la realidad y perspectivas del desarrollo cultural, político, económico y social de Huancavelica".